# نام‌گذاری شیمی آلی
نام گذاری شیمیایی ارگانیک، که معمولاً توسط شیمی دانان به عنوان کتاب آبی از آن یاد می‌شود، مجموعه ای از توصیه‌های نامگذاری شیمیایی آلی است که در فواصل نامنظم توسط اتحادیه بین‌المللی شیمی محض و کاربردی منتشر می‌شود. نسخه کامل در سال ۱۹۷۹ منتشر شد، نسخه کوتاه و به روز شده از آن در سال ۱۹۹۳ به عنوان راهنما برای نامگذاری از ترکیبات ارگانیک منتشر شد. این دو نسخه در حال حاضر در نسخه‌های مقاله خود غیرقابل چاپ هستند، اما در نسخه‌های الکترونیکی به صورت رایگان در دسترس هستند. پس از انتشار نسخه پیش نویس برای اظهارنظر عمومی در سال ۲۰۰۴ و انتشار چندین بخش تجدید نظر شده در نشریه شیمی محض و کاربردی، نسخه کاملاً اصلاح شده در سال ۲۰۱۳ چاپ شد.